# Пермская краевая филармония
Пермская краевая филармония — концертная организация в Перми. 

## История
До начала XX века музыкально-просветительскую функцию в Перми выполнял музыкальный кружок, организованный в 1874 году юристом и меценатом Иваном Павловичем Дягилевым и Константином Флегентовичем Сперанским, известным пермским виолончелистом. В 1909 году певец Александр Дмитриевич Городцов организовал в городе филармоническое общество, деятельность которого была прервана начавшейся Первой мировой войной.
В январе 1936 года в Перми открылось отделение концертно-гастрольного бюро Свердловского театра оперы и балета, вскоре преобразованное в Пермское отделение Свердловской филармонии. Официальный самостоятельный статус Пермская филармония получила в 1938 году.
14 июня 1939 г. вышло постановление № 859 оргкомитета Президиума Верховного Совета РСФСР по Пермской области об организации Пермской областной государственной филармонии с подчинением Пермскому областному отделу искусств.

## Коллективы филармонии
- Первое время постоянного артистического штата в филармонии не было;
- В годы Великой Отечественной войны около 20 артистов давали концерты в сельских районах области, были созданы две фронтовые концертно-агитационные бригады;
- в 1970-80-е гг. создаются базовые коллективы: Камерный оркестр филармонии под руководством Владимира Корначева, Пермский камерный хор (руководитель народный артист России Владислав Новик);
- в 1983 г. началась 10-летняя работа в филармонии мужского вокального квартета под управлением Игоря Воронова. Последним из созданных коллективов стал квартет русских народных инструментов «Каравай» (1987, руководитель — заслуженный артист России Олег Згогурин).

В настоящее время с филармонией связаны:
- Уральский государственный камерный хор (под управлением Владислава Новика)
- Пермский русский народный оркестр (под управлением Виктора Салина, до 2016 года).
- лауреаты Всероссийских и Международных конкурсов ансамбль русских народных инструментов «Каравай» и мужской вокальный ансамбль «Хорус-квартет» (руководитель Александр Рогожкин)
- театр «Иллюзион», художественным руководителем которого является народный артист России, чемпион мира среди иллюзионистов Владимир Данилин,
- Иллюзионный театр «Улыбка» Валерия Бастракова
- джазовый квартет Виталия Коваленко и др.

## Деятельность
При помощи филармонии проводились:
- в 50-е годы — монографические концерты, литературно-музыкальные композиции, монтажи опер.
- в 70-е годы камерный оркестр и камерный хор давали свои выступления.
- В 90-е годы было организовано несколько фестивалей:
  - Международный джазовый фестиваль (арт-директор Даниил Крамер)
  - фестиваль классической музыки «Пермская антреприза»
  - камерный фестиваль «Приглашение к музыке»
  - театральный фестиваль моноспектаклей.
- В 2000-е годы проводятся:
  - Международный фестиваль органной музыки, художественным руководителем которого является немецкая органистка Эльке Фёлькер, а гостями — музыканты из Франции, Польши, Финляндии, Англии, других европейских стран.

В Пермской филармонии начинали свою карьеру артисты, ставшие лауреатами Всероссийских конкурсов: иллюзионист Владимир Данилин (1977 год), артист разговорного жанра Александр Сумишевский (1981 год), танцевальная пара В. Никонов и О. Лебзина (1983 год), пианист Юрий Агафонов (1981 год), квартет народных инструментов «Каравай» (1990 год), певец Василий Овчаров.
Другим направлением деятельности филармонии является просветительская работа. Многие годы её ведут группы музыкального лектория под руководством Бориса Бердикова, Генриха Егиазарьяна, Владимира Заранко. Из современных можно отметить солистку Пермской филармонии, лауреата премии Пермской области в сфере искусства и культуры, доцента Пермского государственного педагогического университета и Пермского государственного института искусства и культуры Евгению Камянскую.
В концертных программах вместе с артистами филармонии солистом Евгением Заякинным и вокалистом Виктором Шеиным выступают молодые солистки Пермской филармонии Ольга Ророка (сопрано) и Анна Булдакова (дипломант II Всероссийского конкурса им. Валерии Барсовой, лауреат II городского конкурса «Пермский меломан»).

## Концертные залы
Долгое время у филармонии не было своего концертного зала. На протяжении многих лет концерты Пермской филармонии проходили в зале бывшего дома Политпросвещения (ул. Сибирская), где выступали крупнейшие отечественные исполнители в жанрах вокальной и инструментальной музыки, а также в сфере литературного театра. Филармонии задействовала под свои концерты и другие сцены города: Дворцов культуры, театров, учебных заведений.
В декабре 2003 года открылся Зал камерной и органной музыки (ул. Ленина, 51), основой которого является музыкальный духовой орган немецкой фирмы Glatter-Goetz Orgelbau GmbH на 40 регистров. Зал был перестроен из конференц-зала Законодательного собрания Пермской области, при этом особенно трудная задача стояла перед акустиками — превратить зал заседаний в концертный органный зал. Акустику пермского Органного зала создали П. Кравчун (МГУ), М. Ланэ и В. Сухов (МНИИП). Орган строился специально для пермского зала. Его установила немецкая органостроительная фирма Glatter-Goetz Orgelbau из города Овингена. Орган имеет 40 регистров, 3 мануала. Его интонировал Эберхард Хильзе, экспертом по постройке органа был московский специалист Павел Кравчун. Открытие органа состоялось в конце декабря 2003 года, когда состоялся первый в Перми органный фестиваль, в котором приняли участие главный органист Кёльнского собора Винфрид Бёниг (Германия), президент Ассоциации органистов и органных мастеров Василий Долинский (Москва), Лада Лабзина из Казани и пермская органистка Евгения Хасанова (Камянская). По отзывам прессы и музыкантов, зал обладает хорошей акустикой.
С 2007 года в оперативное управление Пермской филармонии перешёл большой зал культурно-делового центра (КДЦ). В Большом зале филармонии проводятся требующие высокого уровня концерты отечественных и зарубежных музыкантов, приехавших на гастроли, концерты крупных творческих коллективов.